# Histona deacetilasa 7A
La histona deacetilasa 7A (HDAC7A) es una enzima codificada en humanos por el gen hdac7A.

## Función
Las histonas juegan un papel crucial en la regulación de la transcripción, en la progresión del ciclo celular y en procesos de desarrollo. La acetilación/desacetilación de histonas altera la estructura del cromosoma, variando así la accesibilidad de los factores de transcripción al ADN. La HDAC9 presenta homología de secuencia con los miembros de la familia de histona deacetilasas. Este gen es ortólogo del gen hdac7 de ratón, cuya proteína promueva la represión vía transcripcional del correpresor SMRT. Se han descrito diversas variantes transcripcionales de este gen, que codifican diferentes isoformas de la proteína.

## Interacciones
La histona deacetilasa 7A ha demostrado ser capaz de interaccionar con:
- Receptor de endotelina tipo A[4]
- HDAC3[5]
- HTATIP[6]
- BCL6[7]
- NCOR1[5]
- IKZF1[8]